# Берестейський льодовий палац спорту
Берестейський льодовий палац спорту (біл. «Брэ́сцкі лядо́вы пала́ц спо́рту») —  спортивно-видовищний комплекс у місті Берестя, Білорусь. Домашня арена хокейного клубу «Берестя», який виступає в Білоруській Екстралізі. Введений у експлуатацію 30 червня 2000 року. Місткість палацу складає 2000 глядачів, є VIP місця. Площа спортивної арени становить 1800 м² (60х30 метрів). 

## Історія
Палац спорту в м. Бересті побудований відповідно до Указу Президента Республіки Білорусь та за рахунок коштів республіканського бюджету та є міською комунальною власністю. 
Архітектурний проект розроблений відкритим акціонерним товариством «БЕЛПРОМПРОЕКТ» під керівництвом головного інженера проекту Клиновського. 
Замовником будівництва палацу виступило управління капітального будівництва Берестейського міськвиконкому. Будівництво розпочато в серпні 1998 року і закінчився 30 червня 2000 року.

## Призначення
Основне призначення — проведення матчів із хокею з шайбою, змагань з фігурного катання, шорт-треку та іншим льодових видів спорту. Передбачена можливість трансформування хокейної коробки в майданчик для ігрових видів спорту, спортивних єдиноборств, тенісу, важкої атлетики, гімнастики, боксу, а також у сцену для проведення концертів та інших видовищних заходів. 
У вільний від спортивних заходів час льодовий майданчик задіяна для проведення масових катань на ковзанах. Також при палаці спорту діє тренажерний зал.
Палац спорту є базою для дитячих хокейних секцій і ДЮСШ.
Розташовується за адресою: 224023, Білорусь, Берестя, вул. Московська, 151.

## Будівля
На першому поверсі знаходяться наступні приміщення: 
- вестибюль з гардеробом;
- Роздягальні для спортсменів;
- Приміщення для суддів тренерів та медичного обслуговування;
- Сушарки для одягу;
- Майстерня для заточування ковзанів;
- Стоянка для машини по догляду за льодом;
- Квиткові каси, чоловічі та жіночі туалети, туалет для інвалідів;
- Інші допоміжні служби.

У Льодовому Палаці є також:
- тренажерний зал;
- спортивні зали;
- лазня;
- бар;
- конференц-зали.

Будівля обладнана ліфтами, в тому числі і спеціальним ліфтом для підйому інвалідів. 